# Semla (mythologie)
Pour les articles homonymes, voir Semla.
Semla ou Semia est le nom d'une divinité étrusque équivalent de la grecque Sémélé.

## Présentation
Semla est le nom étrusque de la déesse grecque Sémélé, déesse de la terre, d'où elle tire son nom, parfois orthographié Semia.
Semla est la mère de Fufluns. Un miroir étrusque du IVe siècle av. J.-C. montre une femme décrite comme Semla habillée d'une thyrse et embrassant la jeune Fufluns en présence de Apulu tenant une branche de laurier.